# A Hora da Estrela
A Hora da Estrela é um romance literário da escritora brasileira Clarice Lispector.
O romance narra a história da datilógrafa alagoana, Macabéa, que migra para o Rio de Janeiro, tendo sua rotina narrada por um escritor fictício chamado Rodrigo S.M.

## Enredo
O romance narra as desventuras de Macabéa, uma moça sonhadora e ingênua, recém-chegada do Nordeste ao Rio de Janeiro, às voltas com valores e cultura diferentes. Macabéa leva uma vida simples e sem grandes emoções. Começa a namorar Olímpico de Jesus, que não vê nela chances de ascensão social de qualquer tipo. Assim sendo, abandona-a para ficar com Glória (colega de trabalho de Macabéa), cujo pai era açougueiro, o que sugeria ao ambicioso nordestino a possibilidade de melhora financeira.
Sentindo dores constantes, Macabéa vai ao médico e recebe um diagnóstico de princípio de tuberculose, mas não conta a ninguém. Glória percebe a tristeza da colega e a aconselha a buscar consolo numa cartomante. Madame Carlota prevê um futuro feliz, no qual ela conheceria um estrangeiro, homem louro com quem casaria. De certa forma, é o que acontece: ao sair da casa da cartomante, Macabéa é atropelada por uma Mercedes amarela guiada por um homem louro e cai no asfalto, onde morre.

## O narrador: Rodrigo S.M.
A Hora da Estrela traz consigo a forte presença de um narrador que conta a história ao mesmo tempo que a escreve, característica peculiar da autora. Clarice Lispector cria Rodrigo S.M. para contar a história de Macabéa, pois essa história não poderia ser contada por uma mulher. Rodrigo assume, portanto, o papel de autor da história.
"Essa história acontece em estado de emergência e de calamidade pública. Trata-se de livro inacabado porque lhe falta a resposta. Resposta esta que espero que alguém no mundo me dê. Vós? É uma história em tecnicolor para ter algum luxo, por Deus, que eu também preciso. Amém para nós todos.". Esse exagero presente no discurso do narrador causa no leitor certa angústia, sendo ele a consciência de Macabéa, que não havia conseguido ainda encontrar-se no mundo.
É possível perceber traços de ironia e desprezo partindo do narrador para a protagonista da história, uma das mais fortes características desse "duelo" de personagens que se contrapõem durante o texto, mas que ao final precisam um do outro para existir. "O narrador: sabemos que é um dos personagens principais. Desvenda-se na narrativa a sua problemática interior e a medida que nos faz conhecer a protagonista, também conhece a própria identidade."
O narrador, portanto, tem em suas mãos o destino da história, logo também o de Macabéa. "O narrador é onipotente. Cria um destino. É onisciente, pois sabe tudo a respeito de suas personagens. Tudo não. A verdade que o narrador inventa, ele não a conhece inteira."
Rodrigo S.M, então joga através de sua narração com a vida de Macabéa. Vida essa que não tem um sentido, pois a protagonista não se dá conta de que está viva. Isso faz com que o narrador algumas vezes se sinta culpado, mas não o impede de seguir contando as desventuras de Macabéa.

## A protagonista: Macabéa
As obras de Clarice Lispector retratam a alma do povo e da cultura brasileira. Macabéa é todo aquele nordestino que vai até as grandes capitais do Sudeste em busca de uma vida melhor, porém depara-se com um mundo que não foi feito para ela. A busca por identidade da personagem se dá sempre que ela não se percebe como pessoa, apenas sobrevive.  O enfoque no psicológico complexo da protagonista e as suas questões existenciais são recorrentes à obra da autora.
Macabéa, é uma jovem de 19 anos que após a morte da tia, sua única parente, decide ir para o Rio de Janeiro em busca de uma vida melhor. O único curso que a possibilitou ganhar um emprego foi o de datilografia. Apesar de ter poucas noções da língua portuguesa e de datilografar mal, ela se mantém no emprego pela falta de coragem de seu chefe  em demití-la.
A heroína da história pouco compreende a vida, sua única ligação com o mundo é um radio-relógio, que a informa sobre todos os tipos de conhecimentos e curiosidades. Curiosidades essas que ela mesmo sem entender trazia em seus diálogos, com o namorado, Olímpico de Jesus, ou com qualquer um que desse um pouco de atenção a ela. "Ela falava coisas grandes mas ela prestava atenção nas coisas insignificantes."
A protagonista de A Hora da Estrela trazia ainda questionamentos de ordem psicológica e filosófica, muitas vezes existenciais, mas ela própria só veio sentir a vida correr pelo seu corpo na hora de sua morte, grande ironia na vida da protagonista que durante 19 anos nunca sentiu qualquer tipo de prazer ou sentimento de contentamento.
O lado místico de Clarice Lispector é uma curiosa semelhança com Macabéa. No romance, a personagem ganha sua hora de estrela após uma visita à cartomante. Uma vez, a neta da escritora judia relatou que sua avó frequentava cartomantes, tinha costume de jogar búzios e até esteve em um congresso de bruxaria. Seria a autora uma continuação dos enigmas de suas obras? 

## Narrativa
Clarice Lispector tinha um jeito próprio de escritura onde seus textos facilmente circulavam em vários gêneros literários ou onde eles se esvaziavam como se não pertencesse a nenhum gênero. Ela mesmo em sua obra chega a dizer que não é possível classificar sua literatura. Dentro dessa perspectiva temos um texto exploratório e de caráter reflexivo (do próprio narrador), agonizante com relação a vida e a linguagem, em forma de longos monólogos (outra característica da autora) e dramático ao mesmo tempo que irônico.
Essa narrativa se dá através do autor fictício e narrador da história, Rodrigo S.M., que não mede esforços em sua escritura para tentar achar argumentos plausíveis para contar tal relato, que segundo o próprio não merece ser contado. Com essa briga interior, a história é iniciada, porém demora grande parte da narrativa para que ela ganhe de fato esse tom. O narrador se estende em explicações e questionamentos pessoais de qualquer ordem deixando o enredo de lado muitas vezes, soltando aos poucos informações sobre a heroína e sua vida, para apenas no meio da narrativa começar a fluir o enredo da história, que para quem lê Clarice Lispector, sabe que a linguagem se sobrepõe aos fatos e ao possível enredo.
"A ficção é invenção do real. Essa invenção, porém, não é mentira.  O escritor adivinha o real. Qualquer que seja o que queira dizer "realidade". O universo ficcional como o universo real jamais tem começo.". O narrador explica que esta história está sendo contada ao mesmo tempo que escrita, ou seja, é uma realidade inventada. Macabéa existiu em algum lugar e tempo, e fora através da linguagem de seu narrador imortalizada com uma história para si.
Rodrigo S.M., diz ainda que está cansado da literatura e por isso não usará "termos suculentos" e frisa que ele poderia utilizar da linguagem para deixar a obra com um nível de linguagem espetacular, porém é hora de ser mais simples, pois a história merece esse tom. "Não, não é fácil escrever. É duro como quebrar rochas. Mas voam faíscas e lascas como aços espelhados."
O transcorrer da narrativa flui de forma mais simples a partir do momento que a protagonista vai visitar uma cartomante para descobrir seu futuro. O narrador aqui permite que  texto evolua para o momento mais importante da obra, a hora da estrela de Macabéa.

## Título da obra
A Hora da Estrela possui na verdade 13 títulos. Na famosa entrevista para a TV Cultura de 1977 (ano de publicação do livro e também da morte da autora), Clarice Lispector deixa claro que o livro possui essa quantidade de títulos, que na verdade ajudam a desvendar a obra. Cada um dos títulos carrega consigo momentos marcantes do texto.
Os 13 títulos dados a obra são:
- A culpa é minha (O momento em que o narrador tem que decidir sobre a vida e morte de Macabéa);
- A hora da estrela (O título oficial do livro que remete ao momento de maior brilho da protagonista);
- Ela que se arranje (A maneira do narrador por a culpa na própria Macabéa por seu destino);
- O direito ao grito (Ela teria o direito de mudar sua forma de encarar o mundo ao qualquer hora, porém não o fez);
- Quanto ao futuro (Frase que explica muito sobre o livro, onde o futuro é incerto para todos);
- Lamento de um blue (O momento da morte da protagonista onde soava a melodia de um violino);
- Ela não sabe gritar (A incapacidade de Macabéa de "ser" e de se comportar como o padrão, se prendendo e sufocando seus gritos interiores);
- Uma sensação de perda (A mesma sensação de vazio que Macabéa sentia em seu próprio âmago);
- Assovio no vento escuro (O frio da morte chegando para a protagonista);
- Eu não posso fazer nada (A incapacidade de Rodrigo S.M. que não consegue salvar a vida de Macabéa);
- Registro dos fatos antecedentes (Como toda história ela registra fatos, que provavelmente poderiam ter acontecido realmente, porém aqui são contados e escritos juntos);
- História lacrimogênica de cordel (A saga de Macabéa ao deixar o nordeste e tentar vencer no Rio de Janeiro comparada aos grandes feitos na literatura de cordel);
- Saída discreta pela porta dos fundos. (A morte eminente da personagem principal e de seu autor/narrador, que só vive enquanto está escrevendo).

## Análise da obra
Além da história de Macabéa, há no romance a história de Rodrigo S. M., o narrador, a descrição do processo criativo (discurso metalinguístico). Rodrigo e Macabéa não fazem parte do mesmo ambiente, esta por sua condição de retirante e aquele por ser visto com maus olhos pela classe média e não conseguir alcançar pessoas como a protagonista.
Toda a expressão do texto é para se explicar. Rodrigo S. M. acaba priorizando o relato dos recursos textuais a falar de Macabéa, que ironicamente só ganha papel de destaque perto da hora de sua morte. É nesse ponto que compreendemos o significado do título: A hora da estrela é a hora da morte de Macabéa, pois nesse momento ela deixa de ser invisível às pessoas, que percebem sua existência, porém apenas quando já não existe mais.
Clarice adota discurso regionalista em A hora da estrela, algo incomum em suas obras. Através da personagem Macabéa, a autora descreve uma nordestina que tenta escapar da miséria e do subdesenvolvimento, abandonando Alagoas pela possibilidade de melhores condições de vida no Rio de Janeiro. Clarice foi muitas vezes criticada por se afastar da literatura regional emergente do modernismo. Em A hora da estrela, ela foge do "hermetismo" característico de suas primeiras obras e alia sua linguagem à vertente regionalista da segunda geração do modernismo brasileiro. Na época da publicação, o crítico literário Eduardo Portella falou do surgimento de uma "nova Clarice", com uma narrativa extrovertida e "o coração selvagem comprometido com a situação do Nordeste brasileiro".
A hora da estrela é uma obra-prima da literatura brasileira, principalmente, pelas reflexões de Rodrigo S.M. sobre o ato de escrever, sua própria vida e a anti-heroína Macabéa.

## Contexto e publicação
Clarice Lispector, autora da obra, comentou A Hora da Estrela em sua única entrevista televisionada, concedida em fevereiro de 1977 ao repórter Júlio Lerner para a TV Cultura, de São Paulo. Ela mencionou que acabara de completar um livro com "treze nomes, treze títulos", embora ela tenha se recusado a citá-los. 
Ela diz, que a obra é "a estória de uma moça, tão pobre que só comia cachorro quente. Mas a estória não é isso, é sobre uma inocência pisada, de uma miséria anônima." Na mesma entrevista, Clarice diz que usou como referência para Macabéa a sua própria infância no nordeste brasileiro, além de uma visita a uma feira onde nordestinos se reuniam em São Cristóvão. 
Ela diz ter sido neste local que capturou "o ar meio perdido" do nordestino na cidade do Rio de Janeiro. Outra inspiração para a trama do livro foi uma visita que Clarice fez a uma cartomante. Na época, ela imaginou como "seria engraçado se na saída, ela fosse atropelada por um táxi depois de ouvir todas coisas boas que a cartomante previra".
O romance foi escrito à mão em diversos fragmentos de papel, a partir dos quais Lispector, com a ajuda da sua secretária Olga Borelli, compôs a versão final. O livro foi publicado em 26 de outubro de 1977, pouco antes da autora ingressar no hospital do INPS da Lagoa, no Rio de Janeiro.

## Adaptações
Em 1985 ganhou uma versão para o cinema, sendo a primeira direção da cineasta Suzana Amaral. O filme conta com Marcélia Cartaxo como a protagonista Macabéa e traz Fernanda Montenegro no elenco. Em 2015 o longa foi eleito um dos 100 melhores filmes brasileiros de todos os tempos. Esta adaptação está disponível no aplicativo de streaming do globoplay.
Em 2020 estreou nos palcos de teatro uma versão musical do livro sob o título de "A Hora da Estrela ou O Canto de Macabéa", com adaptação e direção de André Paes Leme e composições originais de Chico César. A adaptação traz a atriz Laila Garin como a personagem principal.
Sua temporada de estréia foi interrompida pela pandemia de COVID-19 e contou com uma versão online da peça durante o período de isolamento, sendo retomada em 2021 em turnê por todo o Brasil. Para comemorar a retomada aos palcos, em Março de 2022 foi lançado um álbum musical com a trilha sonora da peça, contando com as vozes de Chico César, Laila Garin e demais membros do elenco original.
Em 2025, a obra A Hora da Estrela ganhou uma adaptação em formato de história em quadrinhos, com lançamento previsto pela editora Rocco. A HQ propõe uma releitura visual da obra original de Clarice Lispector, utilizando uma linguagem gráfica contemporânea que busca aproximar o público jovem e novos leitores da narrativa da autora. A editora ainda não divulgou maiores detalhes, como capa ou imagens da obra, mas a adaptação contará com roteiro de Leticia Wierzchowski e arte de Line Lemos.

## Prêmios
A Hora da Estrela ganhou o Prêmio Jabuti na categoria Romance em 1978 com a editora José Olympio. 